# Monika Henking

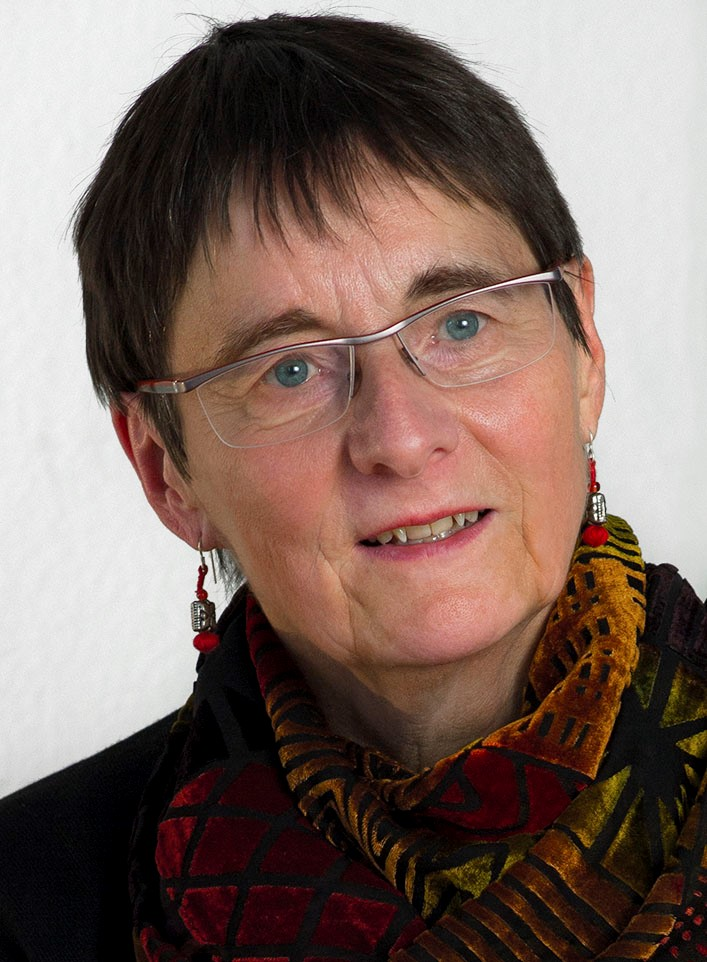
Monika Henking 2014

Monika Henking (* 1944 in Winterthur) ist eine Schweizer Kirchenmusikerin, Organistin und Hochschullehrerin.

## Leben
Die 1944 in Winterthur geborene Monika Henking wuchs in einer musikalischen Familie auf. Sie ist die Tochter des Kirchenmusikers und Komponisten Bernhard Henking, bei dem sie früh ersten Musikunterricht erhielt. Ihr älterer Bruder Arwed Henking (* 1936) wurde ebenfalls Kirchenmusiker. Nach dem Abitur studierte sie Klavier, Orgel, Oboe und Chorleitung am Konservatorium Winterthur. Ihr Studium schloss sie mit Diplomen in den Fächern Klavier und Orgel ab. An der Musikhochschule Wien erlangte sie anschliessend bei Anton Heiller ein Konzertdiplom für Orgel mit Auszeichnung und staatlichem Abgangspreis. Zu ihren Studienkollegen zählen unter anderem Michael Radulescu, Maria Grazia Filippi und Peter Planyavsky.

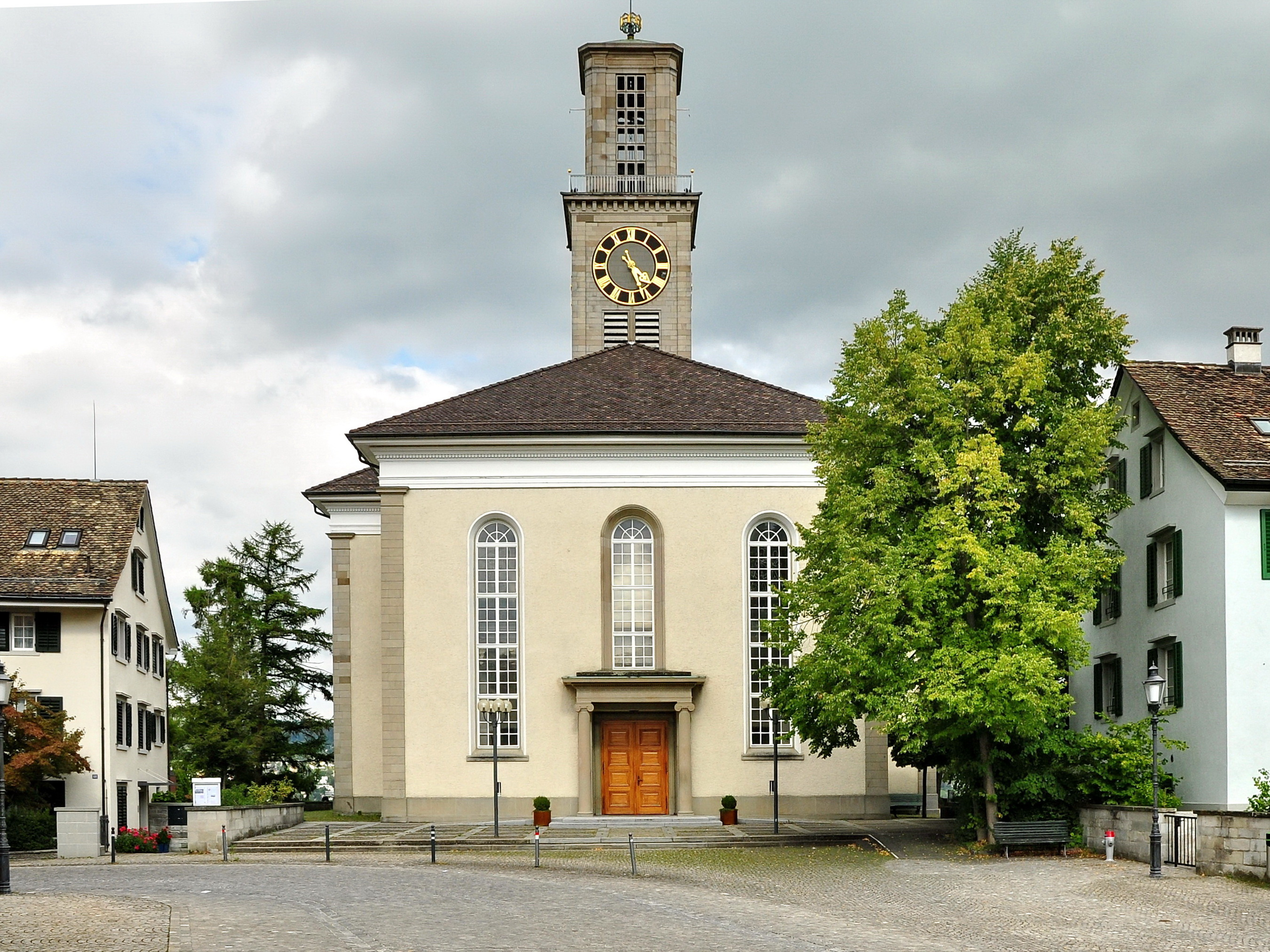
Die Reformierte Kirche Thalwil war 40 Jahre Wirkungsort Monika Henkings

Als Nachfolgerin von Hans Vollenweider trat sie am 1. Januar 1970 ihre erste Stelle als Organistin an der Kuhn-Orgel in der Reformierten Kirche in Thalwil an, wo sie 40 Jahre lang wirkte. Dort entfaltete sie ein reichhaltiges musikalisches Leben, begründete die Thalwiler Konzerte und gründete den Jugendchor Thalwil, mit dem sie mit Kompositionen Anton Heillers internationale Erfolge erzielte. Mit der grossen Kuhn-Orgel spielte und organisierte sie viele weitherum beachtete Konzerte. Nach ihrer Pensionierung war sie 4 Jahre Organistin in St. Elisabeth, Kilchberg ZH.
Sie war über 30 Jahre Orgeldozentin an der Musikhochschule Luzern. Als Organistin der Jesuitenkirche Luzern spielte sie über 30 Jahre sämtliche Festgottesdienste und gründete die Orgelvespern. Ihre in den Jahren 1988 bis 1990 entstandene Transkription von Anton Heillers Improvisation über den Gregorianischen Choral «Ave maris stella», mit der dieser beim Weihefest der Rudigier-Orgel im Dezember 1968 das Publikum begeistert und Massstäbe im Bereich Improvisation gesetzt hatte, widmete sie 1995 dem langjährigen Linzer Domorganisten Wolfgang Kreuzhuber. Zusammen mit Stephan Simeon und später mit Stefan Albrecht leitete sie die Jugendsingwochen der Engadiner Kantorei im Kulturzentrum Laudinella in St. Moritz. Sie war zudem Chorleiterin des Jugendchores Thalwil, der Schütz-Kantorei Thalwil und des Kammerchors Luzern.
Monika Henking war international als Konzertorganistin tätig, in ganz Europa wie auch in den Vereinigten Staaten und in Japan. Bei verschiedenen internationalen Wettbewerben wurde sie ausgezeichnet und war bei solchen auch selbst auch als Jurorin tätig. Ihr besonderes Interesse galt historischen Orgeln. So machte sie unter anderen eine Einspielung der ältesten Instrumente der Innerschweizer Kantone mit süddeutschen Meistern.
Henkings letzte Einspielung auf CD zu ihrem Abschied in Thalwil umfasst Werke von Bach und Vincent Lübeck, eine zweisätzige Sonate von Johann Melchior Dreyer, die Toccata von Eugène Gigout, das Sortie in Es-Dur von Lefébure-Wély, ein Andante von G. A. Merkel, einen Sonatensatz von Rheinberger sowie Werke von Messiaen und Jehan Alain.
Die Komponisten Anton Heiller, Augustinus Franz Kropfreiter, Ernst Pfiffner und ihr Ehemann Franz Rechsteiner widmeten ihr Werke.

## Auszeichnungen (Auswahl)
- Internationaler Orgelwettbewerb Bologna Premio Giuseppe Capi (1969)[7]
- St Albans International Organ Festival, St Albans, England (1969)[7]
- Kulturförderpreis der Gemeinde Thalwil (1997)[8]

## Werke
- Hrsg.: Anton Heiller: «Nun komm’, der Heiden Heiland.» Variationen für Orgel. 1985.
- Anton Heiller: Improvisation über den Gregorianischen Choral «Ave maris stella». [Transkription für Orgel von Monika Henking]. Verlag Ludwig Doblinger, Wien / München 1994.